# Erlecom
Erlecom is een dorp behorend tot de gemeente Berg en Dal in de Nederlandse provincie Gelderland. Het dorp ligt in de Ooijpolder en behoort tot de Duffelt, de streek tussen Nijmegen en Kleef. Het is een klein gehucht met circa 150 inwoners. Het ligt aan een T-kruising aan de dijk van de Waal. Aan deze Erlecomsedam ligt onder andere een steenfabriek en in de uiterwaarden ligt natuurgebied de Erlecomse Waard. Nabije kernen zijn Ooij en Leuth.

## Geschiedenis
De oudste vermelding van Erlecom  is uit de negende eeuw, en wel als Adelrichheim. Deze naam betekende woonplaats van Alderik. Ze is al vroeg ingekort tot Helrekem (1275), Erlinchem (1539) en Erlecom (1612).
Tot midden 16e eeuw lag Erlecom op de noordelijke oever van de Waal en behoorde het tot Gendt. Door een gewijzigde rivierloop raakte Erlecom afgesneden van Gendt en kwam het dorp op de zuidelijke oever te liggen. De oude rivierloop is nog herkenbaar aan een strang in de Kekerdomse Waard en in de Ooijse Graaf.
In Erlecom stond van eind 16e tot eind 18e eeuw het kasteel Kleverburg.
In de Franse tijd werd Erlecom onderdeel van de gemeente Gendt en daarmee van de Betuwe. In 1818 werd het ingedeeld bij Ubbergen. Op 1 januari 2015 ging de plaats samen met de gemeente Millingen op in de fusiegemeente Groesbeek. Vanaf 1 januari 2016 luidt de gemeentenaam Berg en Dal, zoals door de bevolking gekozen.

## Erlecomse Waard
De Erlecomse Waard is een onderdeel van natuurgebied de Gelderse Poort. Vanaf de dijkweg Erlecomsedam heeft men uitzicht op kuddes vrijlopende konikpaarden. Tussen Erlecom en Kekerdom ligt de Kaliwaal, een plas in een overstromingsgebied waar verschillende soorten  waadvogels te zien zijn.

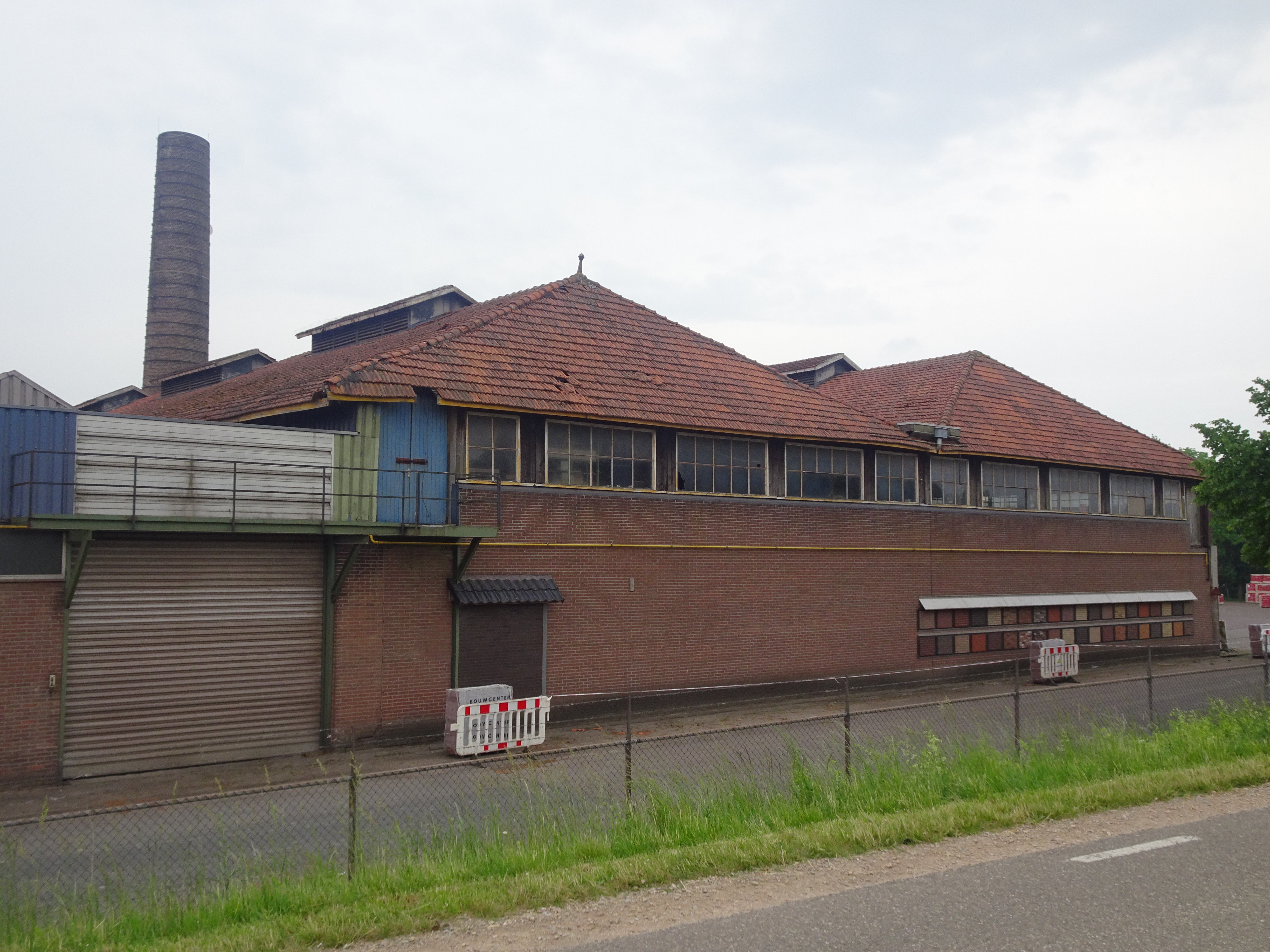
Steenfabriek aan de Erlecomsedam
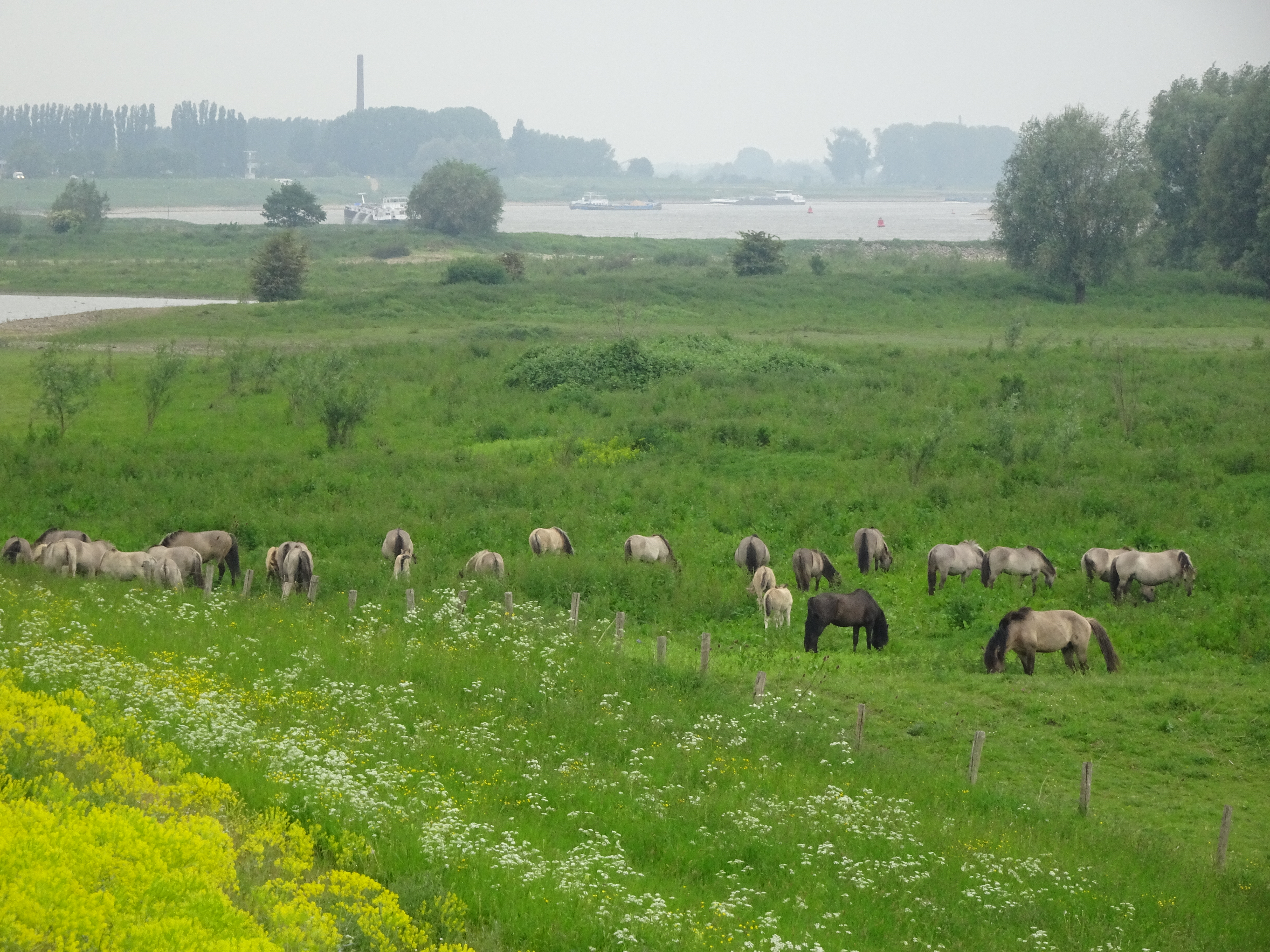
Koniks in de Erlecomse Waard
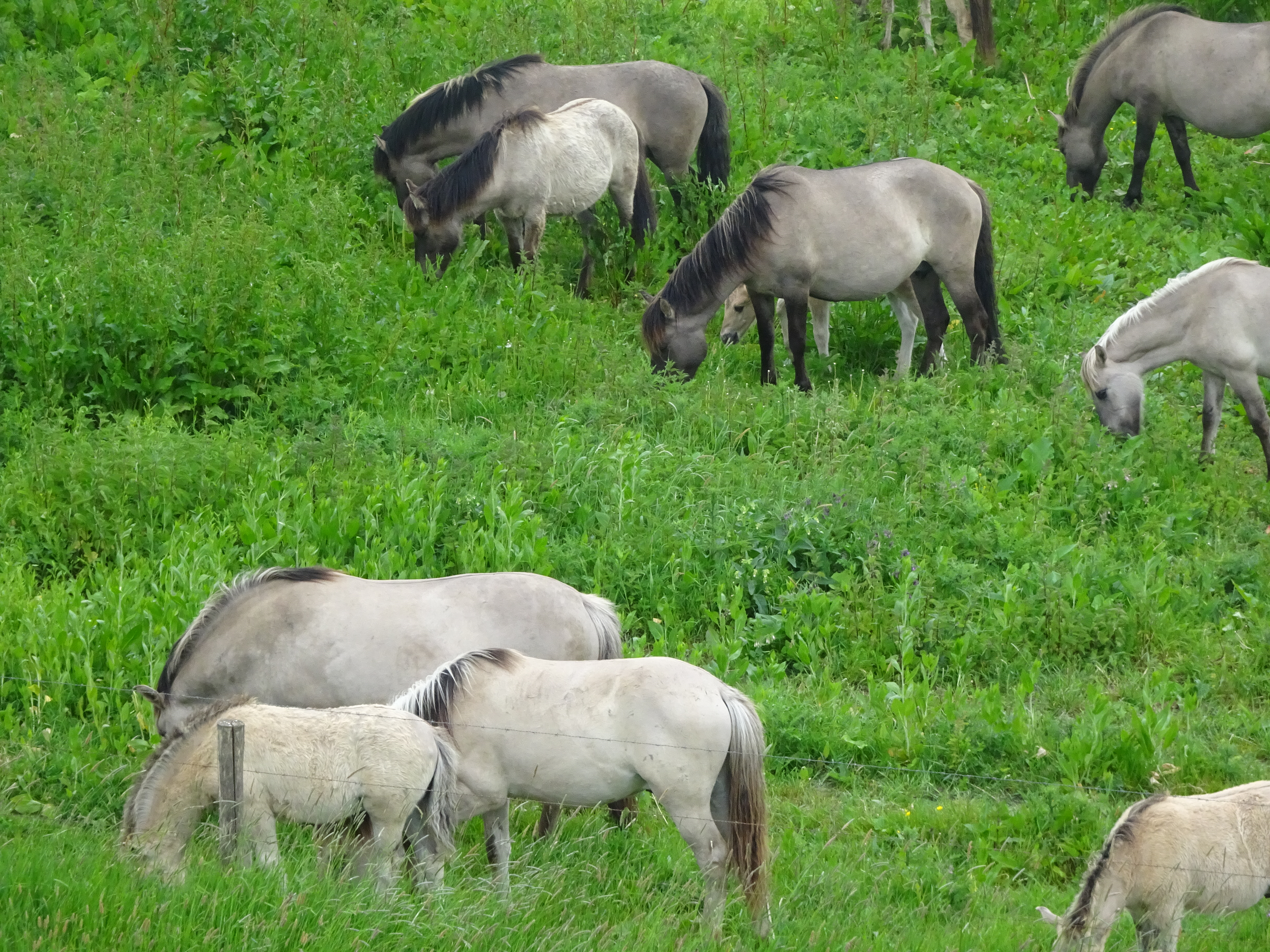
Koniks, merries met veulens
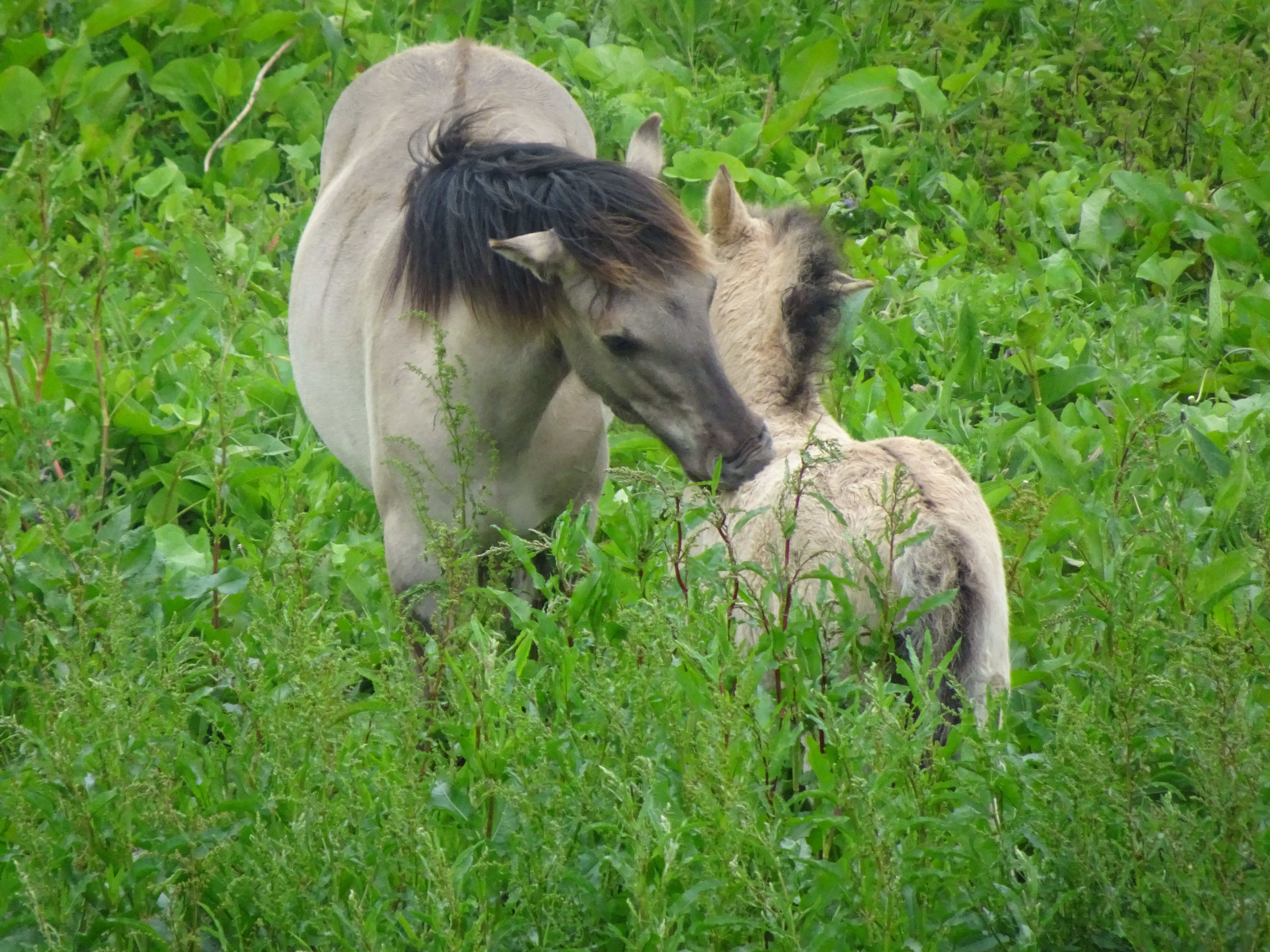
Koniks, merrie met veulen
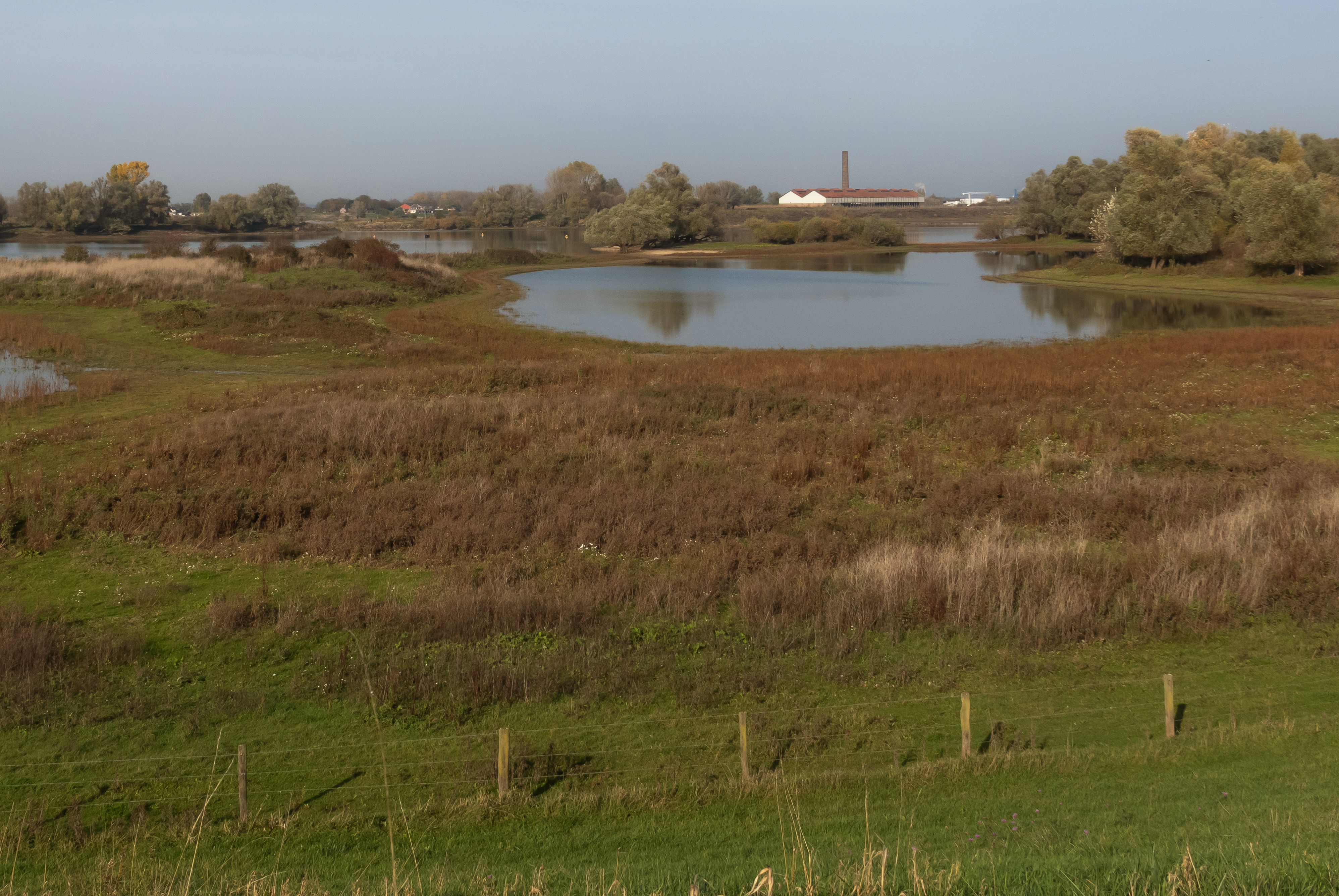
De Kaliwaal

Dorpen: Beek · Berg en Dal · Breedeweg · Erlecom · Groesbeek · Heilig Landstichting · De Horst · Kekerdom · Leuth · Millingen aan de Rijn · Ooij · Persingen · Ubbergen

Buurtschappen: Bisselt (deels) · De Bruuk · Colonjes · Dennenkamp · Dekkerswald · Dukenburg · Grafwegen · Groenlanden · Haukes · Holdeurn · De Kamp · Kerstendal · Lagewald · Meerwijk · De Muchter · Nieuwerf · De Plak · De Ploeg · Stekkenberg · Thorense Molen · Tiengeboden · Valkenlaagte · Het Vilje · De Vlietberg · Wercheren · Zeeland